# ماتیا دال بلو
ماتیا دال بلو (انگلیسی: Mattia Dal Bello; ۱۹ ژانویهٔ ۱۹۸۴ – ۱۲ دسامبر ۲۰۰۴) بازیکن فوتبال اهل ایتالیا بود.
از باشگاه‌هایی که در آن بازی کرده‌است می‌توان به باشگاه فوتبال آ.ث. میلان اشاره کرد.